# Jürgen Lutz (Kampfsportler)
Jürgen Lutz (* 1952; † 13. Juni 2019 in Karlsruhe) war ein deutscher Kampfsportler, Boxmanager, Sportstudiobesitzer und maßgeblicher Förderer des Frauenboxsports.

## Leben
Jürgen Lutz war deutscher Meister im Karate und 1982 Gründer des Bulldog-Gym in Karlsruhe. Zu seinen Schülern gehörten u. a.:
- Klaus Nonnenmacher (Kickboxen)
- Frank Scheuermann (Kickboxen)
- Daniela Graf (Boxen)
- Verena Kaiser (Boxen)
- Makram Ben Salah (Karate)

Seine bekanntesten Schützlinge waren aber Regina Halmich und Vincent Feigenbutz, welche er beide zu erfolgreichen Profisportlern aufbaute. Durch ihn wurde die Boxkarriere von Halmich ermöglicht  und er war Halmichs erster Trainer, Mentor und Manager. Sein großes Engagement führte zum Aufbau des Frauenboxsportes. 2005 betreute er 87 Boxerinnen und hatte 20 Frauen zu Boxprofis gemacht.
1993 schuf er die Shooting Liga der European Newcomer Womenboxing Organisation (ENWO) mit Sitz in Manchester. Diese Vereinigung sollte Frauen ermöglichen im semi-professionellen Bereich Boxsport zu betreiben und Kämpfe innerhalb einer Liga zu bestreiten. Durch erheblichen Druck der anderen Lager und Verbände wurde diese bereits 1999 wieder aufgelöst.
Er war Mitbegründer und Vizepräsident der Women’s International Boxing Federation (WIBF). Durch die Verbindung des WIBF zum Global Boxing Union war er dort auch Präsident. Innerhalb des WIBF gründete und leitete er ab 2003 das Young-Challenger-Team als Nachwuchsliga.
Ebenso war er von 1998 bis zur letztendlichen Einstellung 2001 Herausgeber der Zeitschrift Lady Box und Ausrichter des internationalen Events Boxen LIVE – Die nächste Generation.
Am 13. Juni 2019 starb er an einer Herzerkrankung.